# 苫小牧駅前プラザegao
苫小牧駅前プラザegao（とまこまいえきまえプラザエガオ）は、かつて北海道苫小牧市に存在した商業施設である。

## 概要

### サンプラザ
1972年（昭和47年）8月、「駅前ビル建設期成会」が結成され、1973年（昭和48年） 4月20日に法定準備組合として「苫小牧駅前地区開発協議会」に改称。駅前都市改造事業として、駅前通に沿った副道、駅ビルや駅前広場の新設に併せて旧三星本店を中心とした一画に公共法人の組合により商業ビルを建設し、既存の商店と併せた大型店の誘致を計画した。
1976年（昭和51年）3月21日、ダイエーが商業ビルのキーテナントとしての進出を発表。駅前の顔として4年の構想、準備、計画期間 を経ていよいよ現実のものとなり、駅前再開発事業の第一弾として約60億円を投じられた。1976年8月30日に起工式が行なわれ、1977年（昭和52年）4月には商業ビル名を「苫小牧サンプラザ」とし、ビルは株式会社サンプラザをつくり、経営することを発表した。
1976年6月19日、道知事の設立認可を受け、「苫小牧駅前地区市街地再開発組合」に改組した。
1977年11月1日、佐藤再開発組合理事長、中内㓛ダイエー社長がテープの端を押さえて見守る中、消費者代表がテープカットしオープンした。核店鋪のダイエー苫小牧店と専門店60店鋪にてサンプラザビルをオープンさせた。この日、開店前から1500人が並び、市民や胆振日高からの買物客で一日中賑わった。
1978年（昭和53年）11月18日、苫小牧駅前地区市街地再開発組合は再開発事業を終え、解散した。
1990年（平成2年）12月6日に苫小牧駅とサンプラザを結ぶ空中回廊、スカイウェーが開通し、これで先に開通していた苫小牧駅から長崎屋までの通路を含め、南北の大型店が通路で結ばれた。
2005年11月30日、28年間営業してきた核テナントのダイエー苫小牧店が閉店。長引く不況や郊外への大型店進出で競争が激化、中心部の空洞化も相まって売り上げは低迷したため。1991年に73億円を誇った売り上げも､2005年2月期は､23億4200万円まで落ち込んでいた｡サンプラザの店舗面積17500㎡のうちダイエーは､7600㎡を占めていた｡
12月、ダイエーの撤退で苫小牧駅南側から食料品を扱う大型店がなくなり､近隣住民から早期に食料品を扱うテナントの誘致が市などに求められていたが、地下1階（売場面積2700㎡）にアークスグループのラルズマートの入店が決まった｡
そのほか、11月には閉店した丸井今井苫小牧店からキューブステーショナリーとアーバンアルファスポーツが移転し､営業を始めた。ダイエー苫小牧店のテナントだった婦人衣料のロベリア、靴のウエダ、花のみずの、お茶の丸勝園も引き続き営業した｡

### 苫小牧駅前プラザegao
2006年3月17日、「苫小牧駅前プラザegao」として新装オープンした。開店の午前9時には250人の買い物客が目当てのセール商品を買い求めていた｡
名称変更とロゴマークはグランドオープンに合わせ、ビルのイメージを一新する営業戦略の一つで名称は一般から広く募集し、2000点を超す応募の中から10点に絞り、さらに市民投票や選考委員の審査によって決めた。新名称は｢笑顔｣を意味し、ロゴマークは｢egao｣の｢e｣をモチーフに｢笑顔（笑っている顔）｣を表現。目の☆は｢苫小牧の星になる｣という企業姿勢を表し、全体で｢いい(ｅ)笑顔で苫小牧の星になる｣との意味を込めた。
ダイエーの撤退後、テナント探しに奔走。集客の要となる地下食品売り場に2006年2月24日ラルズマート苫小牧駅前店がオープンし、衣料、事務用品、貴金属・宝石などの専門店が新テナントとして営業を開始。6階の苫小牧市駅前出張所は7月18日に業務を開始した。
2009年11月5日、6階のブックメイトまるぜん苫小牧ブックセンターが閉店。2010年1月11日、5階のヴィレッジヴァンガードNEO店が中心部の空洞化による売り上げが減少し閉店。
2010年2月15日、夜間の人通りの少なさや景気悪化を受け、ラルズマートを除いて閉店時間を1時間繰り上げ、午前10時〜午後7時、レストラン街は原則午後8時までとなり、午後7時以降は1階正面玄関、立体駐車場側の1階入口だけ利用できた。
2010年4月17日、4階に苫小牧サッカー協会事務所が開設。23日には790㎡で市内最大のくまざわ書店がオープンした。
2011年2月28日、5階のモンベル苫小牧店が閉店。これで5階のすべてのテナントが閉店し、フロアが閉鎖された。
9月には1階のコムサイズムが閉店。10月に和歌（本社伊達市）が運営するアーバンアルファスポーツ、キューブステーショナリーが3階から1階に売り場を移転。4階の多くのテナントが3階へ引っ越し、4階の半分は閉鎖状態になっていた。
2013年4月30日午後3時、ラルズマート苫小牧駅前店が閉店。開店当初から客足が伸び悩み、3月に急遽撤退が決まった。集客減に歯止めがかからず、くまざわ書店が8月5日に閉店した。
2014年1月20日にはハローワークプラザ苫小牧が閉鎖し、苫小牧エスタに移転した。

### 突然の閉鎖、自主営業
2014年4月7日、管理運営するサンプラザは、破産申し立て代理人の弁護士名で市や債権者、テナントなど関係者へ閉鎖を伝えた。
多額の債務で経営が行き詰まり、電気料金も滞納している中、北電から支払いが無い場合、8日以降の供給を停止するとの通知を受けたが、支払いが不可能なため、7日の閉店時をもって閉鎖せざるを得なくなったとし、テナントには退去をお願いするとし、近日中に札幌地裁苫小牧支部へ破産申し立てをすると文章で説明した。負債総額は約22億3800万円通知書を受け、エガオ専門店店主会は8日以降も同会主導で通常通り営業する方針をテナントに通知。北海道電力からの電力供給もこの週いっぱい猶予された。
7日の閉店後、出入り口や通用口のシャッターに破産申請に向けた告知書が貼り出されたが、8日午前7時には店主会の依頼を受けた警備会社やサンプラザ元従業員などがいつも通りに通用口を開放。午前10時には正面入口のシャッターが上がり、50店以上のテナントが自主営業を始めた。
4月10日、店主会は自主運営委員会を設立した。月に500万円ほどかかる電気料や上下水道使用料、ごみ収集委託費などを、サンプラザとテナントの従来の賃貸借契約をベースに同委員会がテナント料を徴収し、運営経費に充てる。3月の賃料をベースに計算したところ、運営費は賄えると踏んでいるとした。改めて自主営業の継続を確認する一方、「いつまで自主運営が可能なのか」といったテナント側の疑問に対する明確な答えは無く、不安を残したままの船出となった。
5月13日、札幌地裁苫小牧支部は破産申し立てを却下した。破産要件の債務超過は満たしていたが手続き開始決定後に電気料金など管理費用が発生するため、追加の破産手続き費用として1150万円の予納命令を出したが納付は不可能と判断。
7月5日、自主運営委員会は8月末で自主運営を終了する方針を固めた。運営に必要な電気代や施設の管理経費を賄っていくのが困難なことに加え、8月までに中核テナントの多くが移転する見通しとなったため9月以降の自主営業継続は厳しいと判断した。
8月31日、自主営業が同日終了し、駅前の顔として37年親しまれてきた歴史に幕を下ろした。最終日は残ったテナント14店が営業し、常連客や市民らで終日にぎわった。

### 苫小牧市の介入
11月27日、サンプラザが2回目の破産手続を行った。ビルが閉鎖されたことで、申請が認められやすくなったと判断した。
2015年3月に同地裁から財産保全命令が出されたが、2015年6月に苫小牧市は土地、建物の権利者からの寄付で、一時的に物件の単独所有者になる方向で動き出した。エガオの土地と建物の所有権が9法人、20個人に及び、権利関係が複雑な上、老朽化した建物の取り壊し費用が更地価格を大きく上回り、破産管財人も売却不能のまま建物を放棄して手続きを終えざるを得ないため、市が調整役となり、道筋を付けないと解決は難しいと指摘。老朽化した建物が市民の安全を脅かす恐れもあるため、保全管理人は4月末、市に対して一時的な安全管理を求める要請文を送り、要請を受けて市は5月中旬に、旧駅前バスターミナルも入った立体駐車場の看板の撤去工事を行った。権利者からの土地、建物寄付で市が一時的に単独の所有者となり、処分する流れを想定した。
交渉を重ね、11月末までに全権利者の約8割に上る25法人・個人から同意を得るに至った。苫小牧市は札幌地方裁判所に対し、破産手続きを早期に始めるよう訴える上申書を11月末、保全管理人の弁護士に提出した。中心市街地活性化のため、権利関係の整理を図りたい意向を明示した。
2015年12月、札幌地裁は破産手続きの開始を決めた。2016年2月3日、破産手続き開始に伴う第1回債権者集会が開かれ、エガオの土地、建物の一部に加え、旧駅前バスターミナルビル内の立体駐車場についても担保権の解除を求め、苫小牧市に無償譲渡する方針を示した。債権者から特に反対意見は出なかった。集会では、市が物件の単独所有を希望していることも報告。市は単独所有後、エガオビルの更地化を条件に跡地利用計画を公募して、民間事業者に無償譲渡。立駐は今後も駐車場として利用を続ける方向で考えているとした。民間事業者に所有権が移れば不動産取得税や固定資産税が掛かるが、市への譲渡なら掛からない。跡地利用についても、市街地活性化や地方創生に関連した国の補助金を活用できるなどの選択肢も広がるとみていた。
平成28年2月23日、裁判所は、サンプラザが所有している土地・建物を市に無償譲渡することを許可。2016年4月4日、第2回債権者集会が開かれ、破産管財人による管財業務終了の報告がされた。
4月8日、サンプラザの破産手続廃止を決定した。

### 権利集約完了までの紆余曲折
サンプラザのうち約16%の敷地を持つ不動産業の大東開発は、三浦実会長が社長を務める菓子製造販売「三星」の店舗を出したいとして唯一土地の寄付に応じず、苫小牧市が敷地を不法占拠しているとして提訴した。2020年、札幌地方裁判所室蘭支部は原告の訴えを全面的に認め、苫小牧市に約583万円の支払いを命じる判決を下した。これに対し苫小牧市は控訴したものの、2021年に札幌高等裁判所は控訴を棄却。苫小牧市は上告を断念し、大東開発に対し弁護士費用を含め約732万円を支払った。
訴訟終了後も大東開発との交渉は続き、2024年5月にサンプラザの敷地と苫小牧駅近隣の敷地を等価交換することで妥結、営業終了から約10年かかった地権者の集約が完了することになった。苫小牧市は2026年頃にビルを解体する予定としている。

## 沿革
- 1971年4月 - 苫小牧市が駅前土地区画整理事業に着手
- 1972年8月 - 苫小牧駅前商業ビル建設期成会結成
- 1973年4月20日 - 苫小牧駅前地区開発協議会に改組(準備組合)
- 1975年12月 - 管理会社、株式会社サンプラザ設立
- 1976年 
  - 2月 - 第一種市街地再開発事業の決定
  - 6月19日 - 苫小牧駅前地区市街地再開発組合設立
  - 8月起工式
- 1977年11月 - サンプラザビルオープン
- 1978年（昭和53年）
  - 8月 - 市バスターミナル併設当社直営「駅前立体駐車場（479台）」オープン
  - 11月18日 - 「苫小牧駅前地区市街地再開発組合」解散[1]
- 1984年11月 - 隣接地当社直営駐車場321台収容に増設　2階売場と連絡通路にて接続
- 1990年12月6日 - JR苫小牧駅と2階で接続、上空通路完成 駐車場からJR駅改札口まで、すべて屋内で接続
- 1993年11月 - サンプラザカード発行
- 2005年11月 - ダイエー苫小牧店撤退
- 2006年
  - 2月 - ラルズマート苫小牧駅前店開店（地下1階）
  - 3月 - 苫小牧駅前プラザegaoとしてリニュアルオープン
- 2013年
  - 4月30日 - ラルズマート苫小牧駅前店閉店
  - 8月5日 - くまざわ書店閉店
- 2014年
- 4月 - (株)サンプラザが建物内の各テナントに対して、旧サンプラザビルの閉鎖と破産 （※1） の申立てを行う旨を通知
- 8月31日 - 苫小牧駅前プラザegao及び各テナントが営業終了

## フロアガイド
出典：

## その他
施設内にあったサンプラザ歯科クリニックは、2014年4月1日に錦町1丁目へ移転し、現在も同じ名前で診療を行っている。